# Ґленнон Дойл
Ґленнон Дойл (народилася 20 березня 1976) — американська письменниця та квір-активістка, авторка книжок «Вільна», «Любовний воїн» і «Продовжуй, воїне». Дойл також є творчинею онлайн-спільноти Momastery і засновницею та президенткою некомерційної організації, яку очолюють суто жінки та яка підтримує жінок, сім'ї та дітей у кризових ситуаціях — Together Rising.

## Молодість та освіта
Дойл народилася у Берку, штат Вірджинія, і її виховували разом з єдиною сестрою, Амандою Дойл. Вона часто пише та говорить про ранню боротьбу з булімією та залежністю. У виступі на TEDx 2013 року «Уроки психіатричної лікарні» вона розповідає про час, який провела у психлікарні, коли була підліткою. Вона здобула ступінь бакалавра мистецтв в Університеті Джеймса Медісона 1999 року. Після закінчення навчання стала вчителькою у Північній Вірджинії.

## Кар'єра
2009 року Дойл почала писати онлайн у своєму блозі Momastery, щоб поділитися «поглядом на життя прогресивної християнки, яка виховує трьох дітей». Це був початок її письменницької кар'єри, що привів до її першої книжки, мемуарів «Продовжуй, воїне» 2013 року. У цій книжці віра об'єднується з темами чесності та автентичності, але її подальші твори відходять від основного релігійного фокуса.
2016 року вийшли наступні мемуари «Любовний воїн». У вересні 2016 року їх обрали для участі в книжковому клубі Oprah's Book Club 2.0.
Треті мемуари, «Вільна», вийшли 2020 року. У квітні 2020 року книгу було обрано до Книжкового клубу Різ Візерспун (Hello Sunshine • Book Club).
Станом на лютий 2021 року мемуари «Вільна» розійшлися тиражем понад два мільйони копій. Продюсерська компанія Джей Джей Абрамса розробляє телевізійний серіал, оснований на книжці «Вільна», головну роль у якому має виконувати Сара Полсон. Сара Полсон була єдиною акторкою, яка пройшла прослуховування на цю роль, і Дойл сказав, що Полсон є ідеальною акторкою, щоб її зіграти, тому що вона є «людиною, яка є трансформаційним діячем, яка перебуває в контакті зі світом, залучена до всього, що нас хвилює, і яка є квір».
У травні 2021 року Дойл запустила подкаст під назвою We Can Do Hard Things. У цьому подкасті знімаються дружина Дойл Еббі Вамбах і сестра Аманда. Він містить схожі теми до книжки «Вільна».
Дойл також кілька разів виступала у турі Together Live Tour, який створила Дженніфер Рудольф Волш. Together Live Tour — це подія, яка розповідає історії, спрямована на об'єднання спільнот і допомогу одне одному в пошуку мети. Дойл взяла участь в цьому турі разом з Летамом Томасом, Конні Бріттон і Софією Буш.

## Нагороди та визнання
У 2014 році журнал Батьки назвав Дойл та Momastery переможцем у номінації «Найкращий у всьому» в соціальних мережах. 2021 року Дойл увійшла до списку Queer 50 від Fast Company.
Дойл взяла участь у передачіОпри SuperSoul 100.
Про неї писали в O, The Oprah Magazine, The Atlantic, Newsweek, і Glamour, а також вона взяла участь у кількох ток-шоу.
2024 року подкаст Дойл We Can Do Hard Things отримав дві нагороди Webby: одну за найкращих співведучих (загалом) і одну за найкращий окремий епізод (здоров'я, самопочуття та спосіб життя) для епізоду 165: Діагноз Ґленнон та що далі.

## Філантропія
Дойл заснувала некомерційну організацію 501(c)(3) Together Rising, яка набула чинності 25 травня 2012 року. Станом на грудень 2020 року Together Rising зібрав понад 25 мільйонів доларів для людей, які потребують допомоги. Together Rising існує, щоб «перетворити колективне горе в ефективні дії». Більшість коштів Together Rising збирають за допомогою обмежених у часі краудсорсингових зборів коштів, у яких вкладники можуть віддати максимум 25 доларів США на задоволення певних потреб. Цю стратегію розроблено для створення спільноти, щоб люди з усіх груп доходів могли робити пожертви («демократизувати пожертвування») і подолати нерішучість щодо того, скільки пожертвувати.
2020 року Дойл стала співвласницею футбольного клубу Angel City у Лос-Анджелесі, Каліфорнія.

## Особисте життя
Дойл була одружена з Крейгом Мелтоном, колишньою моделлю, до 2016 року; і вони мають трьох дітей. Сім'я переїхала з Сентервіля, штат Вірджинія, до Нейплса, штат Флорида.
Дойл познайомилася з футболісткою Еббі Вамбах під час книжкового туру. У листопаді 2016 року Дойл оголосила, що перебуває у стосунках з Вамбах; вони одружилися 14 травня 2017 року. Вони переїхали до Ермоса-Біч, Каліфорнія 2021 року, купивши будинок за 6,5 мільйонів доларів.
Дойл, Вамбах і Мелтон разом виховують трьох дітей, і Дойл стверджує, що всі вони обідають разом.

## Опубліковані праці
- Doyle, Glennon (2020). Вільна. Dial Press. ISBN 978-1984801258.
- Doyle, Glennon (2016). Love Warrior. Flatiron Books. ISBN 978-1250075727.
- Doyle, Glennon (2013). Carry On, Warrior. Scribner. ISBN 978-1451697247.

## Переклади українською
2024 року у видавництві «BookChef» вийшов український переклад книжки «Вільна». Перекладачка — Ганна Гнедкова.